# Diogo Botelho Pereira
Diogo Botelho Pereira (Cochim, século XVI) é um personagem da gesta dos descobrimentos portugueses. Homem de temperamento exacerbado como dizem as crónicas que o referenciam, por causa desse temperamento sofreu fortes dissabores.
Filho de António Real, capitão da fortaleza de Cochim, e de Iria Pereira. É considerado um feito absolutamente fantástico o seu de ter ido da Índia de volta ao Reino de Portugal numa singela fusta, navio de todo improvável para realizar tão longa e tormentosa viagem, razão pela qual D. João III mandou queimar para "que não se vulgarizasse a ideia de que era possível fazer a viagem em tão modesto meio". São escassas as informações sobre a sua vida e as existentes muitas vezes levantam dúvidas.